# Forêt nationale de Malheur
La forêt nationale de Malheur est une forêt fédérale protégée située dans l'Oregon, aux États-Unis. Cette forêt est connue pour être l'hôte de Armillaria solidipes, qui a été estimée comme étant la plus grande colonie de champignons au monde, s'étendant sur 8,9 kilomètres carrés de superficie, soit l'équivalent de 1200 terrains de football. Cette colonie géante pourrait être âgée de 2400 ans[source insuffisante].